# NGC 2770
NGC 2770 (również UGC 4806 lub PGC 25806) – galaktyka spiralna (Sc), znajdująca się w gwiazdozbiorze Rysia w odległości 90 milionów lat świetlnych. Została odkryta 7 grudnia 1785 roku przez Williama Herschela.
Galaktyka NGC 2770 była miejscem wybuchu w ostatnich latach czterech supernowych: SN 1999eh, SN 2007uy, SN 2008D oraz SN 2015bh.

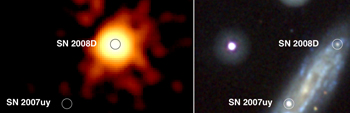
Galaktyka NGC 2770 oraz jej dwie supernowe SN 2007uy oraz SN 2008D